# شونك
شونك فغتلند (بالألمانية: Schöneck, Saxony) هي بلدة ألمانية تقع في ألمانيا في ساكسونيا.

## المدن التوأمة
مدينة Gmina Chęciny هي مدينة توأمة لـشونك فغتلند.